# چهوتا پویاوتها
چهوتا پویاوتها (به لاتین: Chhota Puiautha) یک روستا در بنگلادش است که در استان باریسال و در ناحیه باریسال واقع شده است.